# 费滕峄中心县
费滕峄中心县，中国旧县名。
山东抗日根据地设。1941年由山东省费县、滕县、峄县三县析置费滕峄办事处。以三县首字为名。1942年改设费滕峄中心县。1943年撤销，改设双山县。 